# Onoclea sensibilis
Onoclea sensibilis es una especie de helecho perenne, de textura basta y tamaño mediano a grande. Su nombre hace referencia a que los colonizadores de América del Norte observaron que era muy sensible a las heladas, y sus frondas se extinguían con rapidez al ser alcanzadas por una helada. A veces se le considera la única especie del género Onoclea, pero algunos autores no consideran que el género sea monotípico.

## Descripción

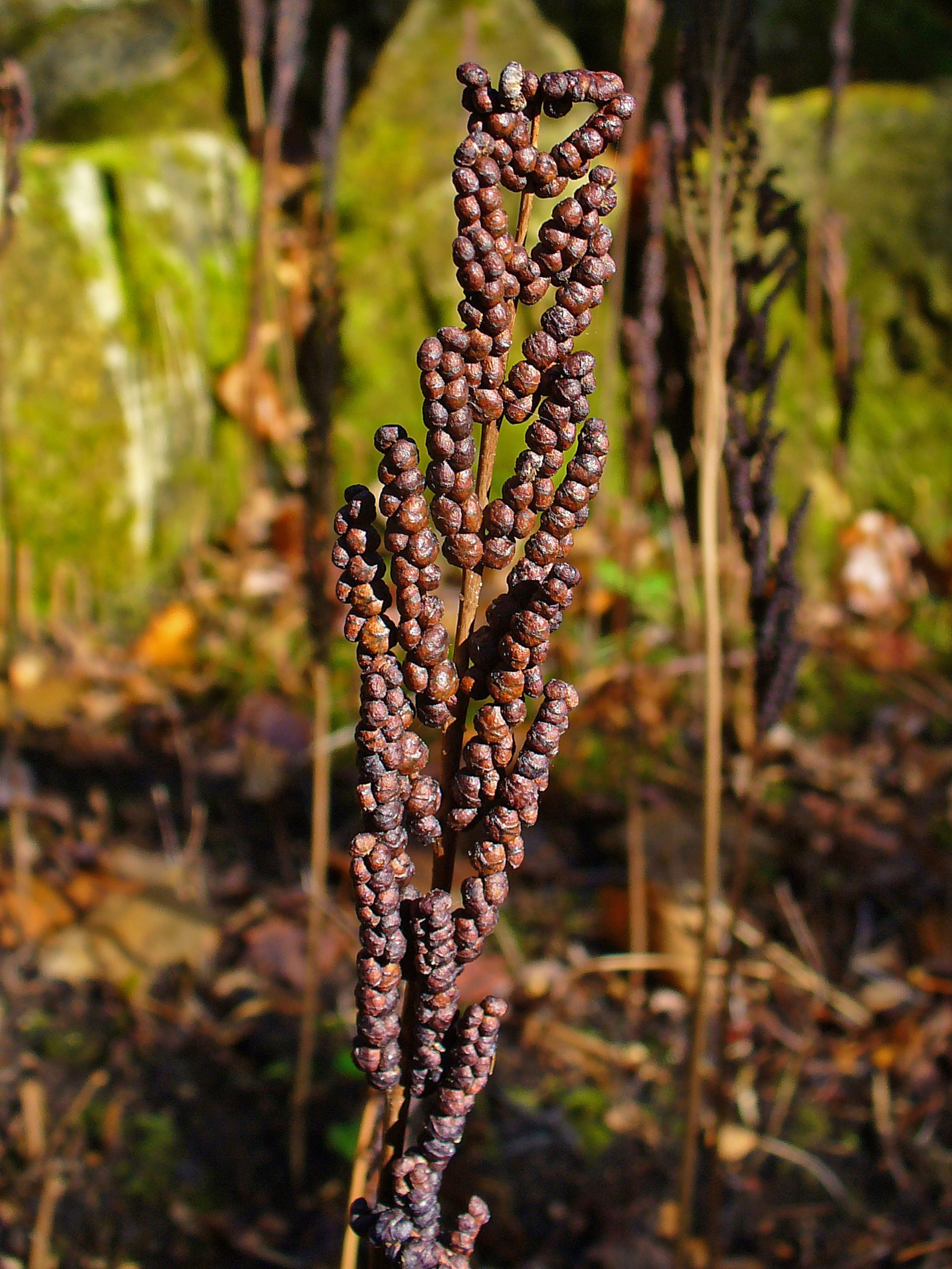
"Cuentas"

Las frondas estériles y fértiles de Onoclea sensibilis son bastante diferentes de las de otros helechos. Las frondas estériles de color amarillo verdoso brillante son profundamente pinnatifidas y típicamente se manifiestan a intervalos a lo largo de un rizoma rastrero. Crecen hasta aproximadamente 90 cm de largo, con un largo y suave estipe.
Las frondas fértiles son mucho más pequeñas, no verdes y tienen pinnas muy estrechas. El soro presenta una agrupación que asemeja cuentas o uvas en las frondas fértiles verticales, de ahí el nombre común de "helecho de cuentas". Los brotes enrollados son de color rojo claro.

## Uso
Los brotes jóvenes aún enrollados, a veces llamados "cabezas de violín", se usan como verdura o se comen crudas. Se retiran las escamas marrones y luego se cocinan al vapor en muy poca agua. Los brotes jóvenes se comercializan como manjares en los mercados asiáticos.